# Ivan Neljubov
Ivan Andreevič Neljubov (in russo Иван Андреевич Нелюбов?; Čeljabinsk, 6 agosto 1988) è un cestista russo.

## Carriera
Con la Russia universitaria ha disputato le Universiadi di Belgrado 2009.

## Palmarès
- Campionato russo: 1

CSKA Mosca: 2008-09
- Campionato lettone: 1

VEF Riga: 2010-11
- Coppa di Russia: 2

Parma Perm': 2015-16
Lokomotiv Kuban: 2017-18